# Afrika-Meisterschaften im Bahnradsport 2018

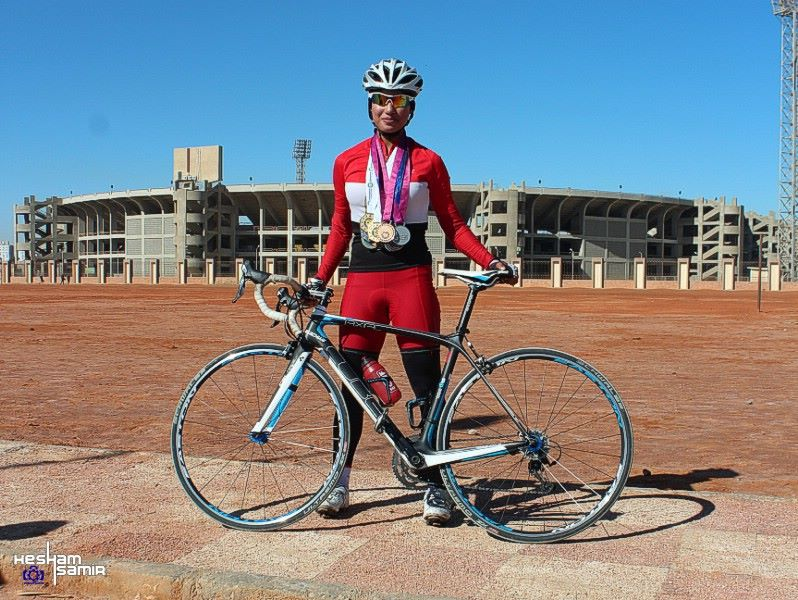
Wurde siebenfache Afrikameisterin auf der Bahn: Die Ägypterin Ebtisam Zayed

Die 4. Afrika-Meisterschaften im Bahnradsport 2018 (African Continental Track Cycling Championships) wurden vom 7. bis 10. Februar 2018 in Casablanca, Marokko, ausgetragen.

## Resultate

### Männer
| Disziplin             | Platz | Land      | Athlet                                                                         |
| --------------------- | ----- | --------- | ------------------------------------------------------------------------------ |
| Sprint                | 1     | Südafrika | Jean Spies                                                                     |
|                       | 2     | Südafrika | Wade Theunissen                                                                |
|                       | 3     | Marokko   | Mehdi Belfares                                                                 |
| Teamsprint            | 1     | Südafrika | Jean Spies Hylton Belitzky Wade Theunissen                                     |
|                       | 2     | Algerien  | Mohamed Bouzidi Ayoub Karrar Elkhacib Sassane                                  |
|                       | 3     | Marokko   | Mohcine Elkouraji Zahiri Abderrahimi Ahmed Amine Galdoune                      |
| Keirin                | 1     | Südafrika | Jean Spies                                                                     |
|                       | 2     | Marokko   | Ahmed Galdoune                                                                 |
|                       | 3     | Marokko   | Mehdi Belfares                                                                 |
| Zeitfahren (1 km)     | 1     | Südafrika | Jean Spies                                                                     |
|                       | 2     | Südafrika | Wade Theunissen                                                                |
|                       | 3     | Algerien  | El Khacib Sassane                                                              |
| Einerverfolgung       | 1     | Südafrika | Gert Fouche                                                                    |
|                       | 2     | Marokko   | Mohcine Elkouraji                                                              |
|                       | 3     | Südafrika | Steven van Heerden                                                             |
| Mannschaftsverfolgung | 1     | Südafrika | Joshua van Wyk Steven van Heerden Jean Spies Gert Fouche                       |
|                       | 2     | Marokko   | Ahmed Amine Galdoune Zahiri Abderrahimi Salah Eddine Mraouni Mohcine Elkouraji |
|                       | 3     | Algerien  | Karim Hadjbouzit Mohamed Bouzidi Ismain Lallouchi Elkhacib Sassane             |
| Scratch               | 1     | Algerien  | Yacine Chalel                                                                  |
|                       | 2     | Südafrika | Steven van Heerden                                                             |
|                       | 3     | Südafrika | Jean Spies                                                                     |
| Punktefahren          | 1     | Südafrika | Steven van Heerden                                                             |
|                       | 2     | Südafrika | Gert Fouche                                                                    |
|                       | 3     | Südafrika | Joshua van Wyk                                                                 |

### Frauen
| Disziplin             | Platz | Land      | Athlet                                                       |
| --------------------- | ----- | --------- | ------------------------------------------------------------ |
| Sprint                | 1     | Ägypten   | Ebtisam Zayed                                                |
|                       | 2     | Südafrika | Jennifer Abbot                                               |
|                       | 3     | Ägypten   | Donia Rashwan                                                |
| Keirin                | 1     | Ägypten   | Ebtisam Zayed                                                |
|                       | 2     | Marokko   | Fatima El Hayani                                             |
|                       | 3     | Südafrika | Elisa Gianchoni                                              |
| Teamsprint            | 1     | Ägypten   | Ebtisam Zayed Donia Rashwan                                  |
|                       | 2     | Südafrika | Elisa Gianchino Jennifer Abbot                               |
|                       | 3     | Marokko   | Mounia Benaji Fatima El Hayani                               |
| Einerverfolgung       | 1     | Ägypten   | Ebtisam Zayed                                                |
|                       | 2     | Ägypten   | Donia Rashwan                                                |
|                       | 3     | Marokko   | Fatima El Hayani                                             |
| Mannschaftsverfolgung | 1     | Ägypten   | Ebtisam Zayed Donia Rashwan Mariam Mohamed Nadeen Alaa Eldin |
|                       | 2     | Marokko   | Mounia Benaji Fatima El Hayani Soumia Ouaichia Siham Loukili |
|                       | 3     | Marokko   | Rania Alami Fatima Benzekri Siham Es Sad Hakima Barhraoui    |
| Scratch               | 1     | Ägypten   | Ebtisam Zayed                                                |
|                       | 2     | Ägypten   | Donia Rashwan                                                |
|                       | 3     | Südafrika | Courtney Smith                                               |
| Punktefahren          | 1     | Ägypten   | Ebtisam Zayed                                                |
|                       | 2     | Ägypten   | Donia Rashwan                                                |
|                       | 3     | Südafrika | Courtney Smith                                               |

## Medaillenspiegel
|       | Nation    |    |    |    | Gesamt |
| ----- | --------- | -- | -- | -- | ------ |
| 1     | Südafrika | 7  | 6  | 6  | 19     |
| 2     | Ägypten   | 7  | 3  | 1  | 11     |
| 3     | Algerien  | 1  | 1  | 2  | 4      |
| 4     | Marokko   | 0  | 5  | 6  | 11     |
| Total | Total     | 15 | 15 | 15 | 45     |